# Katsumi Nomizu
Katsumi Nomizu (野水 克己) foi um matemático nipo-estadunidense. Dedicando seus trabalhos à geometria diferencial, estudou matemática na Universidade de Osaka, fez pós-graduação em Sorbonne e continuou seus estudos na Universidade de Chicago com seu conselheiro de doutorado Shiing-Shen Chern.
Nomizu conquistou o Prêmio Humboldt em 1991, se tornou, em 1994, membro honorário do Socio Corrispondanti, Accademia dei Peloriana Pericolanti na Itália e, por fim, em 1997, conseguiu a medalha Wilhelm Blaschke.